# ISBW Opleiding & Training
ISBW Opleiding & Training is een opleidingsinstituut voor sociale en bedrijfswetenschappen dat mbo-, hbo-, post-hbo- en bacheloropleidingen aanbiedt. Het was de handelsnaam van het Instituut voor Bedrijfswetenschappen B.V. te Zaltbommel.

## Historie
In 1931 richtten Joannes Mullemeister en Heinrich Hermann Behrens het Instituut voor Sociale Wetenschappen op. 
Na de oprichting van het ISW (Instituut voor Sociale Wetenschappen) lag de focus in de begintijd van de grote depressie op twee opleidingen gericht op de M.O.- aktes Staatsinrichting en Economie. In 1963 richtte de heer Nijman in Bilthoven het IBW (‘Instituut voor Bedrijfswetenschappen’) op, de tweede tak van het huidige ISBW. In de jaren ’70 verkocht Nijman het IBW aan uitgeverij Wolters Kluwer. Die zag in dit opleidingsinstituut een extra afzetkanaal voor zijn boeken. In 1991 werd het 100.000ste ISW-diploma uitgereikt. ISW en IBW gingen per 1 februari 1995 samen verder als ISBW (Instituut voor Sociale en Bedrijfswetenschappen) gevestigd in Houten. De Schouten & Nelissen Groep nam in 2003 ISBW over van Wolters Kluwer. ISBW verhuisde naar Zaltbommel, waar het instituut nu nog gevestigd is.
In november 2014 werd het ISBW door de toenmalige eigenaar, Schouten & Nelissen uit Zaltbommel, verkocht aan de NCOI Groep. In mei 2015 gingen de ISBW-medewerkers over naar Hilversum.

## Opleidingen
- Mbo-niveau
- Hbo-niveau
- Post-hbo-niveau
- Hb-bachelors